# Rhamphomyia penicillata
Rhamphomyia penicillata är en tvåvingeart som beskrevs av Mario Bezzi 1909. Rhamphomyia penicillata ingår i släktet Rhamphomyia och familjen dansflugor. Inga underarter finns listade i Catalogue of Life.